# 三浦市立初声中学校
三浦市立初声中学校（みうらしりつ はっせちゅうがっこう）とは、神奈川県三浦市初声町にある市立中学校。

## 沿革
- 1947年（昭和22年）5月5日 - 学制改革により、三浦郡初声村立初声中学校として開校[1]。
- 1955年（昭和30年）1月1日 - 市制施行により、三浦市立初声中学校と改称[1]。
- 1961年（昭和36年）
  - 9月27日 - 現行地に移転[1]。
  - 10月7日 - 校舎の竣工式を行う。これを契機に10月10日を開校記念日とする[1]。
- 2004（平成16年） - サイエンスグランプリ2003（理科）で学校賞受賞

## 部活動

### 運動部
- 陸上部
- 卓球部
- テニス部
- 野球部
- バスケットボール部

### 文化部
- 吹奏楽部
  - 1990年
    - 関東吹奏楽コンクールにて銀賞を受賞。演奏曲は「シェヘラザード」

  - 1993年
    - 関東吹奏楽コンクールにて銅賞を受賞。演奏曲は「シルヴィアより」

  - 1995年
    - 東関東吹奏楽コンクールにて銀賞を受賞。演奏曲は「交響曲よりIV」

  - 1996年
    - 東関東吹奏楽コンクールにて銀賞を受賞。演奏曲は「舞踊組曲より」
    - 東関東アンサンブルコンテストにて管打楽器八重奏が金賞受賞

  - 1997年
    - 第45回全日本吹奏楽コンクールにて金賞を受賞[2]演奏曲は「ダフニスとクロエ」
    - この大会では、 原町市立原町第一中学校、 三浦市立初声中学校、 秋田市立山王中学校の3校が続けて「ダフニスとクロエ」を演奏し、3校全てが金賞を受賞することとなった。

  - 1998年
    - 第46回全日本吹奏楽コンクールにて金賞を受賞。演奏曲は「スペイン狂詩曲」
    - 第4回東関東アンサンブルコンテスト（平成11年1月24日、厚木市文化会館（大ホール））にて金管八重奏で金賞、サキソフォン四重奏で銀賞受賞

  - 1999年
    - 第47回全日本吹奏楽コンクールにて金賞を受賞。演奏曲は「オセロより」
    - 同コンクールにて3年連続金賞の特別表彰を受ける

  - 2000年
    - 3年連続全国大会出場により神奈川県吹奏楽コンクールにて招待演奏を行う
    - 第15回国民文化祭（広島）にて招待演奏を行う

  - 2009年
    - 第15回東関東アンサンブルコンテスト（平成22年1月23日、君津市民文化ホール）にてフルート3重奏が金賞を受賞

  - 2011年
    - 第17回東関東アンサンブルコンテスト（平成24年1月21日、宇都宮市文化会館）にクラリネット四重奏が銅賞を受賞

  - 2012年
    - 第18回東関東吹奏楽コンクール（平成24年9月22日、宇都宮市文化会館）にて銀賞を受賞。演奏曲は「交響的断章」

  - 2013年
    - 第19回東関東吹奏楽コンクール（平成25年9月21日、ひたちなか市文化会館）にて金賞を受賞。演奏曲は「ディオニソスの祭」[3]
    - 第13回東日本学校吹奏楽大会（平成25年10月12日、富山市芸術文化ホール　オーバード・ホール）にて銀賞を受賞。演奏曲は「ディオニソスの祭」[4]

  - 2014年
    - 第20回東関東吹奏楽コンクール（平成26年9月20日、千葉県文化会館）にて金賞を受賞。演奏曲は「アンティフォナーレ」
    - 第14回東日本学校吹奏楽大会（平成26年10月11日、ベイシア文化ホール（群馬県民会館））にて銀賞を受賞。演奏曲は「アンティフォナーレ」
    - 第20回東関東アンサンブルコンテスト（平成27年1月24日、相模女子大学グリーンホール）にて管楽8重奏が銅賞を受賞。演奏曲は「鬼姫－ある美しき幻影－」

  - 2015年
    - 第21回東関東吹奏楽コンクール（平成27年9月19日、よこすか芸術劇場）にて金賞を受賞。演奏曲は「シンフォニエッタ 水都のスケッチより 1・3・2楽章」

  - 2016年
    - 第22回東関東吹奏楽コンクール（平成28年9月17日、神奈川県民ホール）にて銀賞を受賞。演奏曲は「ウィンドオーケストラのためのヴァニタス」

  - 2017年
    - 第23回東関東吹奏楽コンクール（平成29年9月16日、ひたちなか市文化会館）にて金賞を受賞。演奏曲は「秘儀II 7声部の菅楽オーケストラと四人の打楽器奏者のための」
- 美術部
  - 1994年
    - 第28回全国陶芸コンクールで優秀学校賞受賞。(優秀賞2点、推奨2点）

## 通学区域
通学区域は初声町全域である。

## 進学前小学校
- 三浦市立初声小学校 - 全域

## 著名な出身者
- 天野純（プロサッカー選手）[6]